# مونی پاندز، ویکتوریا
مونی پاندز (به انگلیسی: Moonee Ponds) یک منطقهٔ مسکونی در استرالیا است که در City of Moonee Valley واقع شده‌است.

## جستارهای وابسته

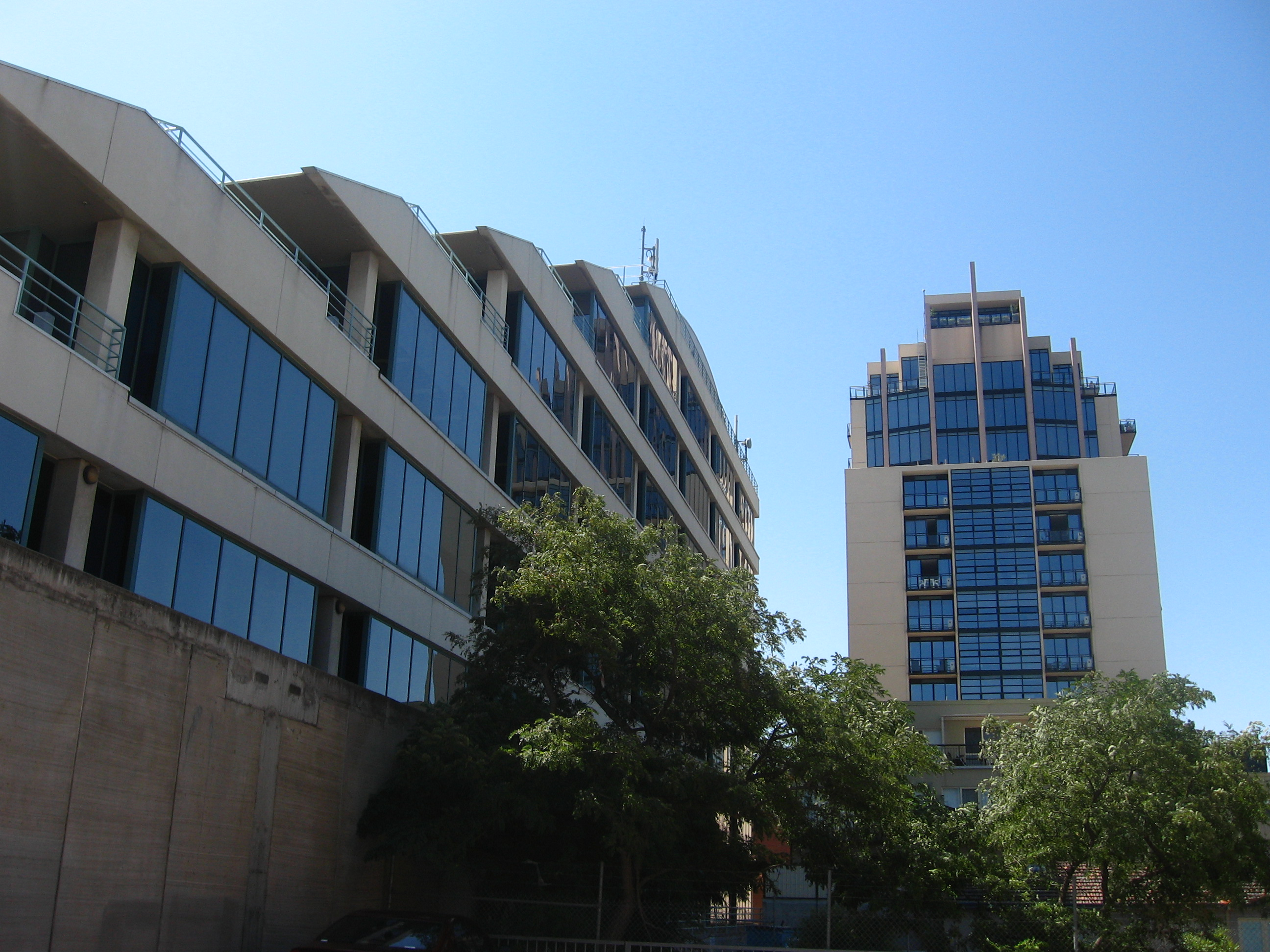
اداره مالیات استرالیا و آپارتمان موندوهمراه با ساختمان‌های قابل توجهی با استخرهای مونی است

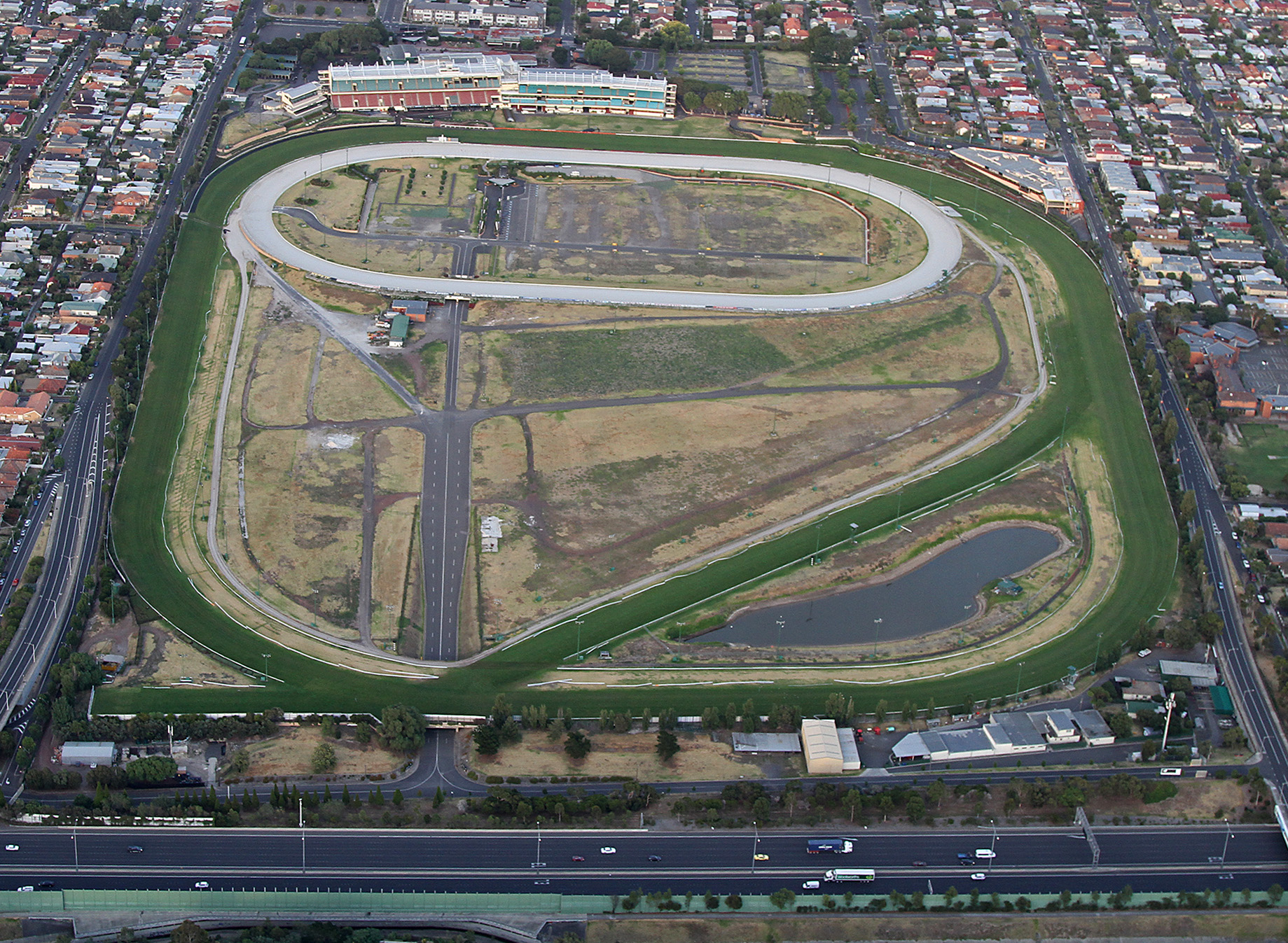
تصویر هوایی از جلگه مونی